# Stemmiulus usambaranus
Stemmiulus usambaranus är en mångfotingart som beskrevs av Jean-Paul Mauriès. Stemmiulus usambaranus ingår i släktet Stemmiulus och familjen Stemmiulidae. Inga underarter finns listade i Catalogue of Life.